# Brognaturo
Brognaturo – miejscowość i gmina we Włoszech, w regionie Kalabria, w prowincji Vibo Valentia.
Według danych na rok 2004 gminę zamieszkiwało 766 osób, 31,9 os./km².